# Sant Domènec de Puigcerdà
Sant Domènec de Puigcerdà és una església gòtica de Puigcerdà (Baixa Cerdanya), catalogadacom a Bé Cultural d'Interès Local.

## Descripció
L'església, originàriament del segle xv, ha sofert diverses transformacions al llarg dels anys. La darrera fou la realitzada a partir de finals de la guerra civil del 1936. Consta d'una nau central amb quatre capelles a cada costat, presbiteri i, als peus, cor d'obra. La coberta a dues vessants està constituïda per arcs de diafragma apuntats i revestida interiorment per unes peces ceràmiques ornamentades entrebigats.
Es conserva en bon estat la portada gòtica del segle xv de pedra i marbre.
Són interessants els vitralls de les capelles laterals i sota cor, així com diverses pintures murals i retaules.
Al seu interior es pot contemplar un grup escultòric de la Sagrada Família, del segle xx, i una imatge de la Immaculada que forma part d'un retaule neogòtic. Trobem també a la capella del convent pintures murals de Sant Pere Màrtir del segle xiv (1330-1340) d'estil franco-gòtic atribuït a Guillem de Manresa, pintures murals amb escenes de la Predicació del segle xiv (1330-1340) del mateix estil i autor, pintures murals del Calvari (profecia de Simeó) del segle xiv (1362) també de Guillem de Manresa. A l'altar major hi ha unes pintures murals de Sant Domènec del segle xx.

## Història
L'església de Sant Domènec formava part de l'antic convent de predicadors que s'havien establert a Puigcerdà a finals del segle xiii. La construcció de l'església actual data del segle xv, ja que la primitiva fou destruïda per un terratrèmol.
Posteriorment i a conseqüència de la desamortització de Mendizábal de 1835, el recinte conventual fou destinat a diverses activitats militars i civils. L'any 1895, el mestre d'obres Calixte Freixa i Pla remodelà l'espai per convertir-lo en una presó.
L'any 1939 i a conseqüència de la desaparició de la parroquial de Santa Maria, l'església de Sant Domènec fou convertida en parròquia i en Arxiprestat de la Cerdanya.